# Rig (Musik)

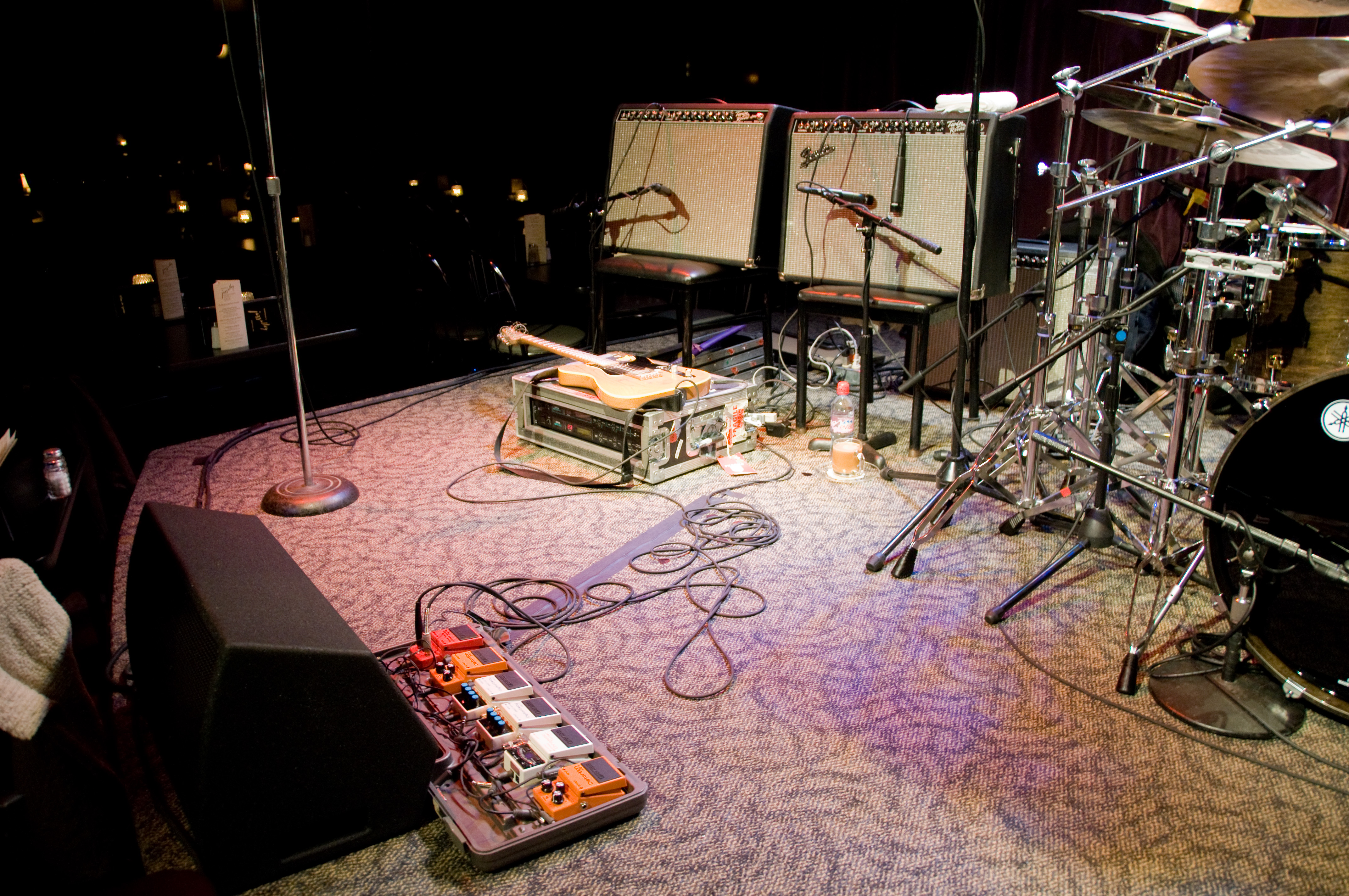
Mike Sterns Gitarrenrig

Ein Rig in der Musik (oft auch als Tour Rig oder Instrumentenrig bezeichnet) ist die Zusammenstellung und Konstellation aller Geräte-Komponenten eines Musikers, die bei Auftritten, im Studio oder zu Probezwecken eingesetzt werden. Trotz des gleichen Namenskürzels unterscheidet es sich deutlich von einem Licht- oder Stagerig (siehe dort).
Mehrere Instrumentenrigs zusammen bilden die Backline einer Show oder eines Studio Line-ups.
Die jeweiligen Rigs der einzelnen Musiker unterscheiden sich sehr beträchtlich; die Ausführungen und Ausstattungen sind ebenso vielfältig, wie es musikalische Spektren gibt.

## Ausführungen

### Drum Rig

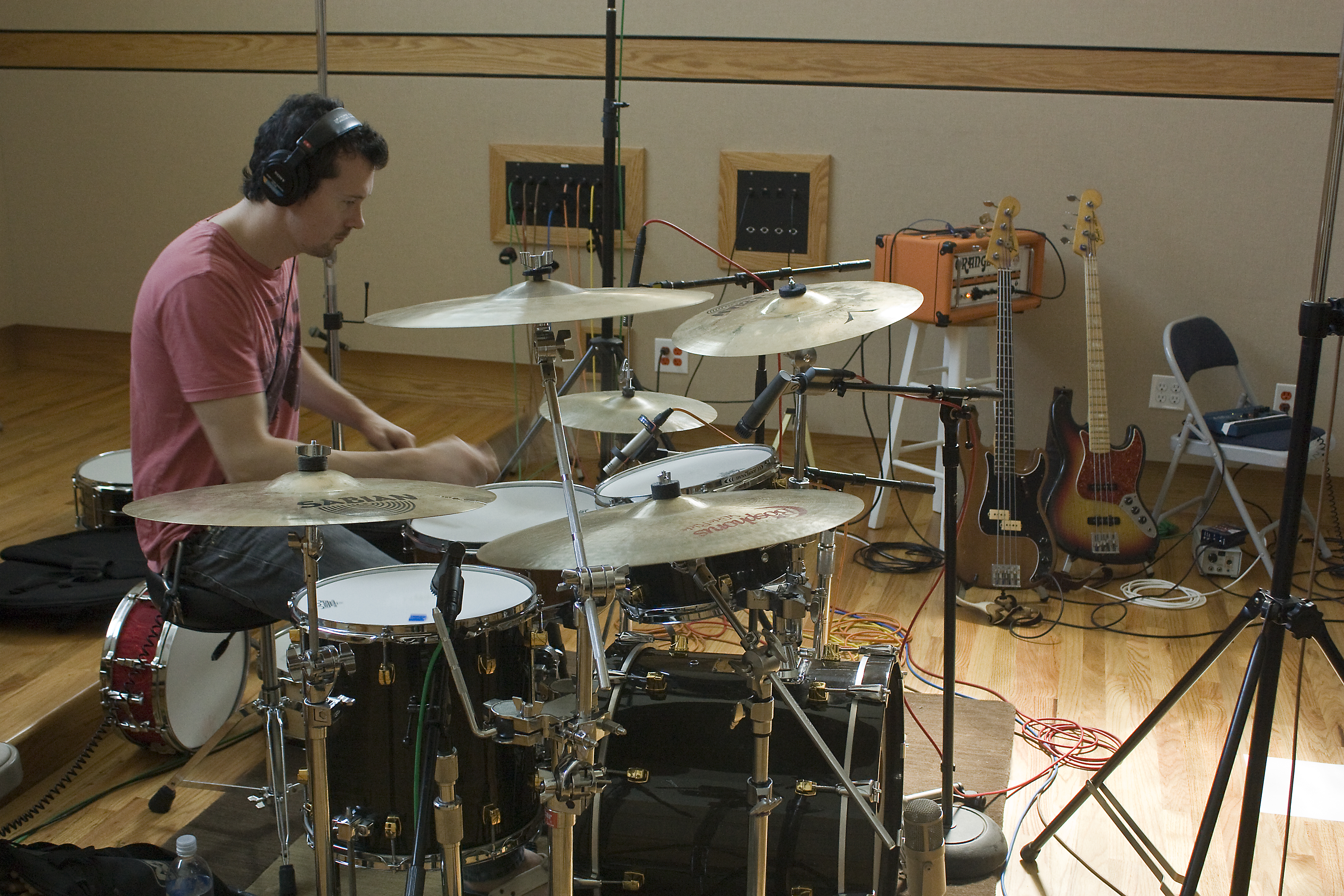
Studio-Drum-Rig

Das Drum Rig besteht stets aus dem Drumset und meist einem individuellen Teppich, der das Verrutschen des Sets beim Spielen und schallharte Reflexion des Fußbodens etwas dämpft. Falls die natürliche Lautstärke des Schlagzeuges nicht für den Veranstaltungsort ausreicht, kommt ein eigens ausgewählter Mikrofonsatz mit Zubehör hinzu. Wenn der Schlagzeuger im Sitzen spielt und trotzdem für das Publikum sichtbar sein soll, wird das Drum Rig entweder seitlich aufgestellt oder auf einem Drumriser positioniert. Bei Großveranstaltungen mit wechselnden Künstlern sind die Riser der Drum Rigs häufig fahrbar ausgeführt, um die Umbauzeiten zu verkürzen. Nicht selten befindet sich am Drum Rig auch ein Submulticore, um alle benötigten elektrischen Verbindungen mit wenigen Handgriffen schnell herstellen zu können.
Übliche zusätzliche Ausstattungen eines Drum Rigs sind beispielsweise E-Pads, Percussionsinstrumente, Metronom, Buttkicker, personal Monitoring, Notenständer und manchmal auch eigene Kulissen z. B. ein Band – Backdrop oder eine Projektionsleinwand.

### Gitarrenrig

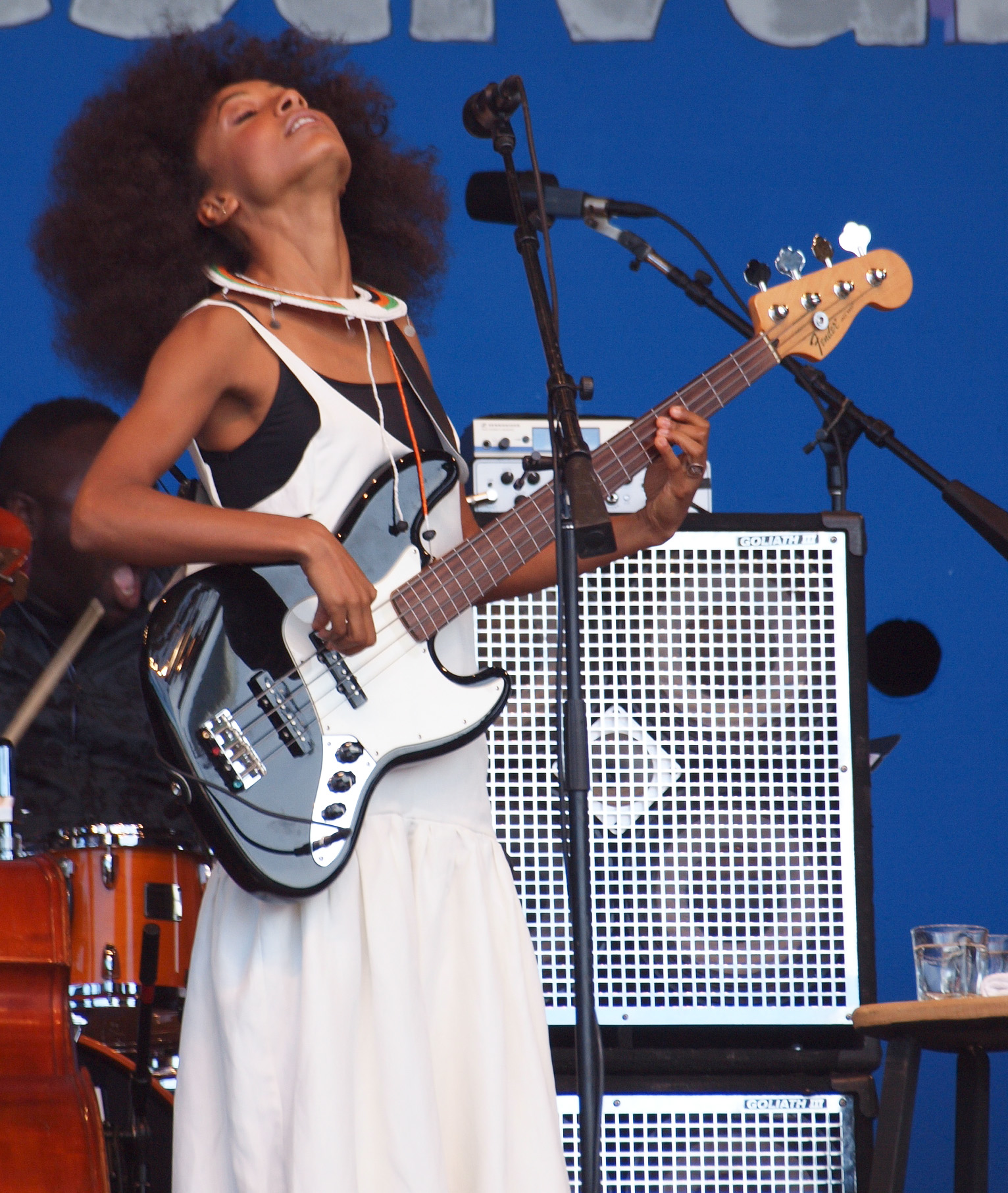
Esperanza Spalding Bass Rig

Das Gitarrenrig umfasst die Instrumente, Verstärker, Effektgeräte, Stimmgeräte, Mikrofonständer, Kabel, Pedalboards, Pedalswitches und weiteres Zubehör, bspw. Notenständer, Fußstütze, Bottleneck, E-Bow oder eine Talkbox. Häufig werden mehrere Instrumente mit unterschiedlichen Klangcharakteristiken oder zumindest ein Havarieinstrument gegen Saitenriss oder Stimmungsprobleme im Gitarrenrig vorgehalten.
Es gibt eine Datenbank von Gitarrenrigs in einer Internet-Datenbank.

### Bassrig
Im einfachsten Fall besteht ein Bassrig nur aus einem Kontrabass und einem Barhocker. Je nach dem individuellen Gusto des Musikers kann es aber auch den Umfang eines Gitarrenrigs annehmen oder bei E-Bass-Spielern dessen Umfang erheblich übersteigen, da die Instrumentenboxen, dem Tonumfang des Instruments angepasst, großzügiger dimensioniert sein müssen.

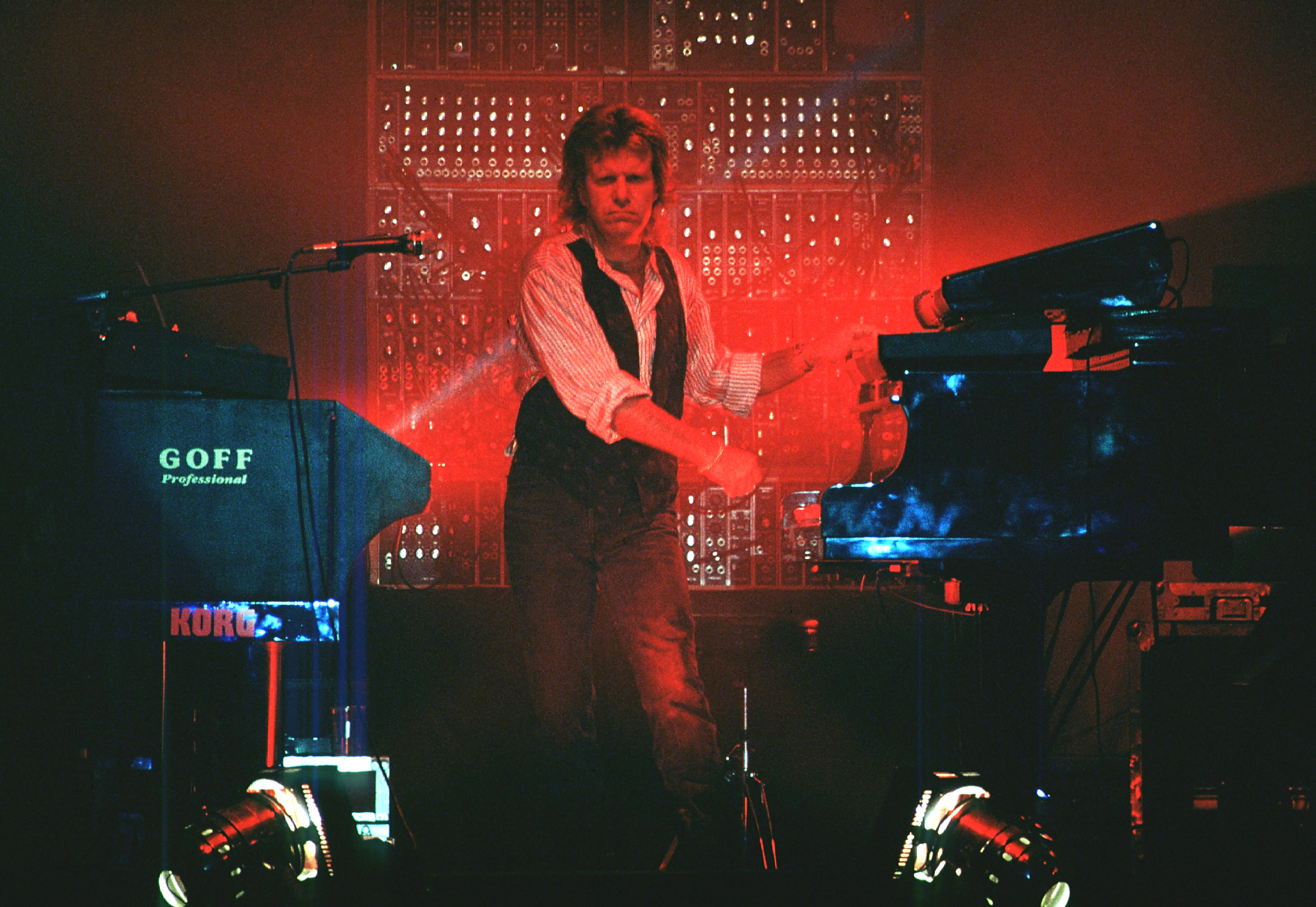
Keith Emerson Keyboard Rig

### Keyboard Rig
Das Keyboardrig wird, ähnlich wie das Drum Rig, üblicherweise auch seitlich an der Bühne oder auf einem Riser positioniert, da Tasteninstrumentalisten häufig die sitzende Spielposition bevorzugen. Ein gut ausgestattetes Keyboardrig kann auf großen Bühnen durchaus die Größe einer Zweizimmerwohnung einnehmen, wenn Flügel, Hammond-Orgel mit Leslie und diverse Synthesizer eingesetzt werden. Ein professionelles personal Monitoring eines Keyboard Rigs wird in Stereo ausgeführt und ebenfalls über Sub-Multicores verkabelt. Gerne in Keyrigs verwendete Effektgeräte wie bspw. der Vocoder und MIDI-Expander werden der Transportsicherheit halber und aus ergonomischen Gründen meist in Racks eingebaut, was einen zusätzlichen Platzbedarf beansprucht.

### Subrigs
Weitere individuell zusammengestellte Subrigs mit eigenen Risern werden nicht selten für Bläsersätze, Backing Vocal – Chöre, Bagpipe- oder Streichersektionen eingerichtet.